# Synagoge (Hebenshausen)

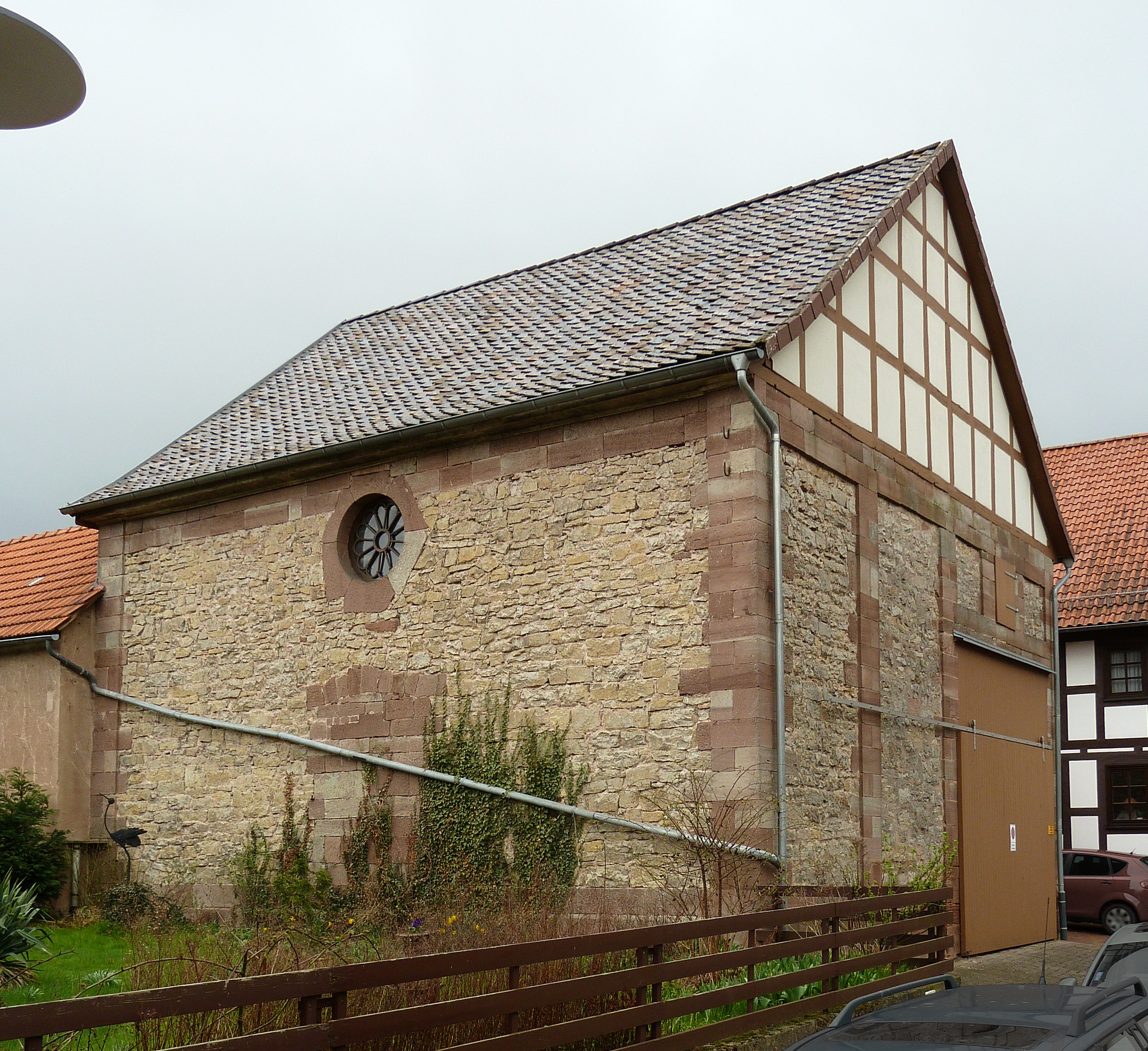
Nordostansicht der ehemaligen Synagoge in Hebenshausen (2012)

Die Synagoge in Hebenshausen, einem Ortsteil der Gemeinde Neu-Eichenberg im Werra-Meißner-Kreis in Hessen, wurde in den 1850er Jahren errichtet. Die profanierte Synagoge steht an der Lange Straße 30, sie ist ein geschütztes Kulturdenkmal.

## Geschichte
Bis 1908 wurden in der Synagoge Gottesdienste abgehalten. Dann musste die Synagoge geschlossen werden, da kein Minjan (Zehnzahl jüdischer Männer) mehr erreicht wurde. Die Kultgegenstände wurden der jüdischen Gemeinde in Witzenhausen übergeben.
Im Jahr 1937 verkaufte die jüdische Gemeinde Witzenhausen, in deren Besitz das Synagogengebäude übergegangen war, den Bau an einen Gastwirt, dessen Gastwirtschaft sich im Gebäude der ehemaligen jüdischen Schule neben der Synagoge befand. Der neue Besitzer baute das Synagogengebäude zu einer Scheune um.

## Beschreibung
Thea Altaras beschreibt die Synagoge wie folgt: „Hallengeschossiger Massivbau, in Bruchsteinmauerwerk mit Pilastergliederung, Walmdach mit Zwerchgiebel an der Westseite, Biberschwanzeindeckung. Quadratischer Grundriss auf hohem Sockel, kein Keller. Lisenen, Fensterumrahmungen und Fensterstürze, Fensterbrüstungen, Dach- und Gurtgesims sowie der Sockel sind in rotem Backsteinquader ausgeführt gewesen“ (siehe Literatur, S. 193).